# Geoffrey Parrinder
Edward Geoffrey Simons Parrinder, född 10 april 1910 i New Barnet, Hertfordshire, England, död 16 juni 2005, var en engelsk religionshistoriker.
Parrinder var professor i jämförande religionsvetenskap vid King's College London.